# Kisvásárhely, Zala
Kisvásárhely  este un sat în districtul Zalaszentgrót, județul Zala, Ungaria, având o populație de 58 de locuitori (2011). 

## Demografie
Componența etnică a satului Kisvásárhely
     Maghiari (100%)
Componența confesională a satului Kisvásárhely
     Romano-catolici (65,52%)
     Necunoscută (34,48%)
Conform recensământului din 2011, satul Kisvásárhely avea 58 de locuitori. Din punct de vedere etnic, majoritatea locuitorilor (100,0%) erau maghiari.  Din punct de vedere confesional, majoritatea locuitorilor (65,52%) erau romano-catolici. Pentru 34,48% din locuitori nu este cunoscută apartenența confesională.